# 比拉尔德沃斯
比拉尔德沃斯，是西班牙加利西亚自治区奥伦塞省的一个市镇。总面积152平方公里，总人口2803人（2001年），人口密度18人/平方公里。